# Jakob Ritzmann
Jakob Ritzmann (* 13. April 1894 in Zürich; † 10. April 1990 in Neunkirch, reformiert, heimatberechtigt in Zürich) war ein Schweizer Maler. 

## Leben
Jakob Ritzmann kam am 13. April 1894 in Zürich als Sohn des Lehrers Jakob Ritzmann senior und der Pauline Henriette geborene Aeppli zur Welt. Er besuchte zunächst von 1912 bis 1915 die Kunstgewerbeschule Zürich, bevor er zwischen 1916 und 1917 ein Studium an der Kunstakademie München, unterbrochen vom Aktivdienst, aufnahm.
In der Folge war er von 1918 bis 1921 als freischaffender Maler und Grafiker in Zürich tätig. Im Anschluss daran hielt er sich in der Bretagne und in Paris auf, unter anderem bei André Lhote. Nach seiner Rückkehr in die Schweiz im Jahr 1924 lebte er in Zürich, wo er zwischen 1932 und 1959 als Zeichenlehrer an der Töchterschule und am kantonalen Gymnasium unterrichtete.
Neben seinem malerischen Schaffen trat Ritzmann auch als Verfasser von Schnitzelbankversen sowie Biografien über Malerfreunde, wie etwa Wilhelm Hummel oder Hans Sturzenegger, in Erscheinung. Weitere Freundschaften verbanden ihn unter anderem mit Max Gubler, Hermann Huber und Ernst Morgenthaler.
Jakob Ritzmann heiratete im Jahr 1924 Gertrud Pauline, die Tochter des Elektrotechnikers Karl Jakob Peter. Er verstarb am 10. April 1990 drei Tage vor Vollendung seines 96. Lebensjahres in Neunkirch.

## Ehrungen
- 1960 wurde Jakob Ritzmann mit dem Georg-Fischer-Preis der Stadt Schaffhausen ausgezeichnet
- 1982 ehrte ihn die ehemalige Gemeinde Osterfingen mit der Verleihung der Ehrenbürgerschaft

## Schriften
- Erinnerungen eines Malers. Orell Füssli, Zürich 1964, 2. Auflage 1977.